# 솔퍼드

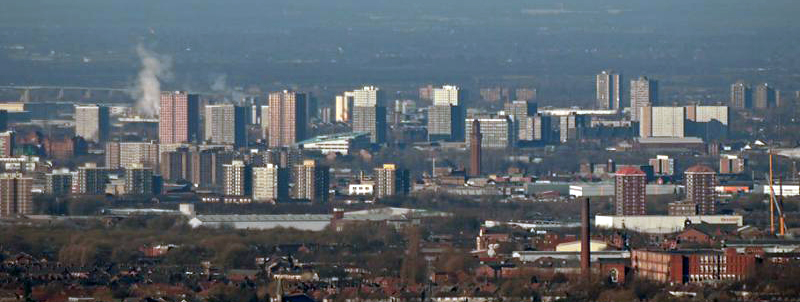
솔퍼드

솔퍼드(Salford)는 잉글랜드 그레이터맨체스터주의 도시로, 인구는 72,750명이다.